# Larry Holmes
Larry Holmes (* 3. listopadu 1949, Cuthbert (Georgie), USA) je bývalý americký profesionální boxer těžké váhy. Od pěti let žil ve městě Easton, Pensylvánie, odtud jeho přezdívka Easton Assassin. Jeho nejsilnější zbraní byl levý direkt.
Od roku 1973 působil jako sparringpartner nejlepších boxerů. V červnu 1978 porazil Kena Nortona a stal se mistrem světa organizace WBC. Titul mistra světa časopisu The Ring vybojoval 2. října 1980 v Las Vegas, když po jednoznačném průběhu porazil Muhammada Aliho, pro kterého to byl předposlední zápas kariéry. Nejdůležitějším zápasem v Holmesově životě bylo 11. června 1982 vítězství nad Gerry Cooneym, který byl nazýván Great White Hope, protože se mohl stát po mnoha letech bílým mistrem světa těžké váhy. Měl tedy velkou podporu diváků i funkcionářů, ale Holmes jasně dominoval a nakonec Cooneyho trenér požádal o ukončení zápasu. V roce 1983 Holmes opustil WBC pro neshody ohledně finančních náhrad a stal se mistrem světa organizace IBF. Titul držel do září 1985, kdy prohrál vůbec první zápas v profesionálním ringu; sporně ho na body porazil Michael Spinks.
Holmes vyhrál 22 zápasů o mistrovský pás, vícekrát dokázal titul obhájit jen Joe Louis. Byl poražen až ve 49. zápase profesionální kariéry (lepší bilanci má jen Rocky Marciano). Celkově dosáhl 69 vítězství a 6 porážek, poslední zápas vybojoval v roce 2002. Jediným, kdo ho kdy knockoutoval, byl roku 1988 Mike Tyson. Od roku 2008 je členem Mezinárodní boxerské síně slávy.